# Yaya Sanogo
Yaya Sanogo (Massy, 27 de janeiro de 1993) é um futebolista profissional francês, atacante, atualmente joga no Amazonas.
Ele é um jogador que representou a França nos times sub-16, sub-17, sub-19, sub-20 e sub-21.

## Carreira

### Auxerre
Yaya começou sua carreira atuando pelas Categorias de Base do Auxerre, passando pelo time B com destaque por conta de seus diversos gols nos Campeonatos apropriados para sua idade, antes de realizar sua estreia profissional em 26 de janeiro de 2010, um dia antes do seu aniversário de 17 anos, ao entrar na prorrogação da Copa da França de 2009–10. A partida permaneceu empatada e o clube classificou-se nas penalidades diante o CS Sedan Adrenne. Posteriormente, na mesma época, estreou na Ligue 1 na 36ª rodada; mas perdeu para o Lyon por 2–1.
Mesmo após sua estreia na equipe principal, voltou ao time reserva para atuar com mais regularidade. Contudo, na época seguinte, sofreu uma lesão na tíbia e só teve seu retorno na temporada de 2011–12 com cinco meses de tratamento. Futuramente, o jogador afirmou que essa lesão atrapalhou seu progresso na equipe francesa:
| “ | Quando eu era bem jovem, aos 17 anos, quebrei a perna. Um zagueiro chutou minha perna e isso atrapalhou meu progresso. Quando você se machuca muito jovem, é difícil porque você perde tempo, especialmente nessa idade – entre 17 e 20 anos você aprende muito rápido, então perde muito se ficar fora por um ou dois anos. | ” |

Nessa mesma época, conseguiu ter um espaço relativamente maior na equipe do Auxerre e fizera sete jogos e um gol na Ligue 1 contra o Toulouse na 13ª rodada.
Ainda em 2011, o jogador francês sofreu um problema no músculo adutor e deixou a equipe novamente. Desse modo, só retornou na temporada seguinte, quando o Auxerre havia sido rebaixado à segunda divisão francesa.
Pela divisão inferior, o jogador conseguiu boas performances. Em 13 partidas, o jogador conseguiu marcar dez gols, incluindo um poker-trick em uma vitória de 5–4 diante o Stade Lavallois Mayenne e um hat-trick, na partida seguinte, contra o Tours Football Club.
Tamanho destaque levou Arsène Wenger, treinador lendário do Arsenal e um apreciador de promessas do seu país natal, a buscar o centroavante goleador para o seu time inglês.

### Arsenal

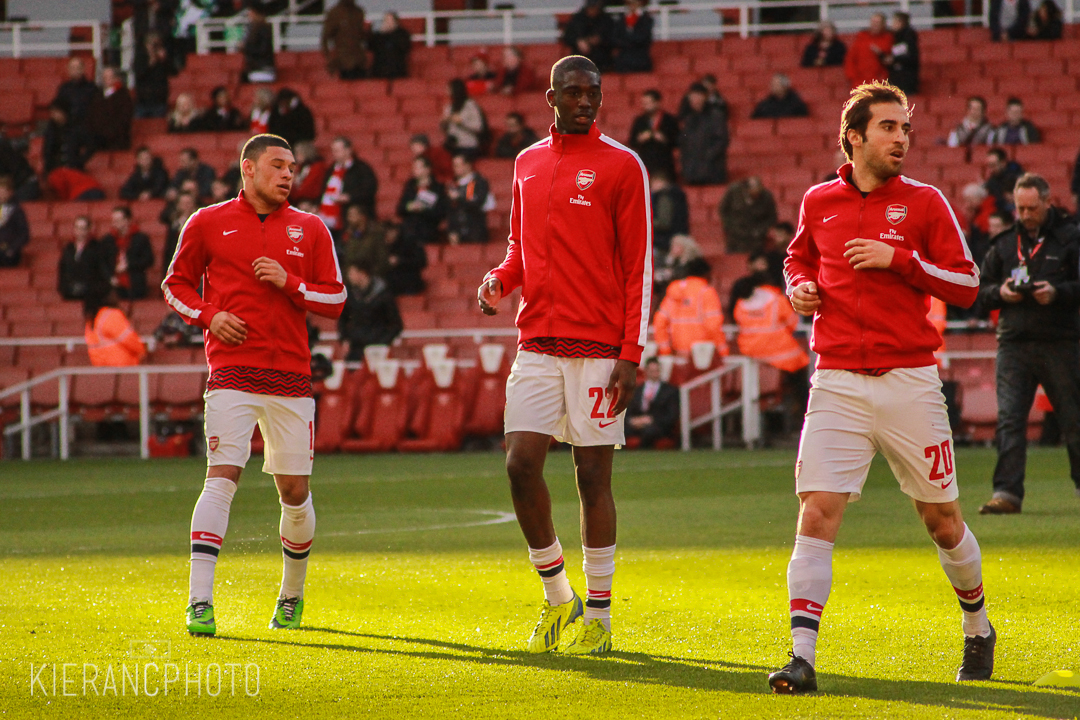
Yaya (no centro) aquecendo com o elenco do Arsenal em 2014.

No primeiro dia de julho de 2013, Yaya assinou um contrato com o Arsenal e assumiu a camisa 22 da equipe de Londres. No dia 24 de agosto, estreou na equipe substituindo Lukas Podolski aos 81 minutos na segunda rodada da Premier League.
Posteriormente, foi convocado à Seleção Francesa sub-21 e lá sofreu uma grave lesão nas costas que o deixaram de fora das partidas com o Arsenal até fevereiro do ano seguinte. Mesmo sem atuar, ainda foi indicado ao prêmio Golden Boy de 2013.

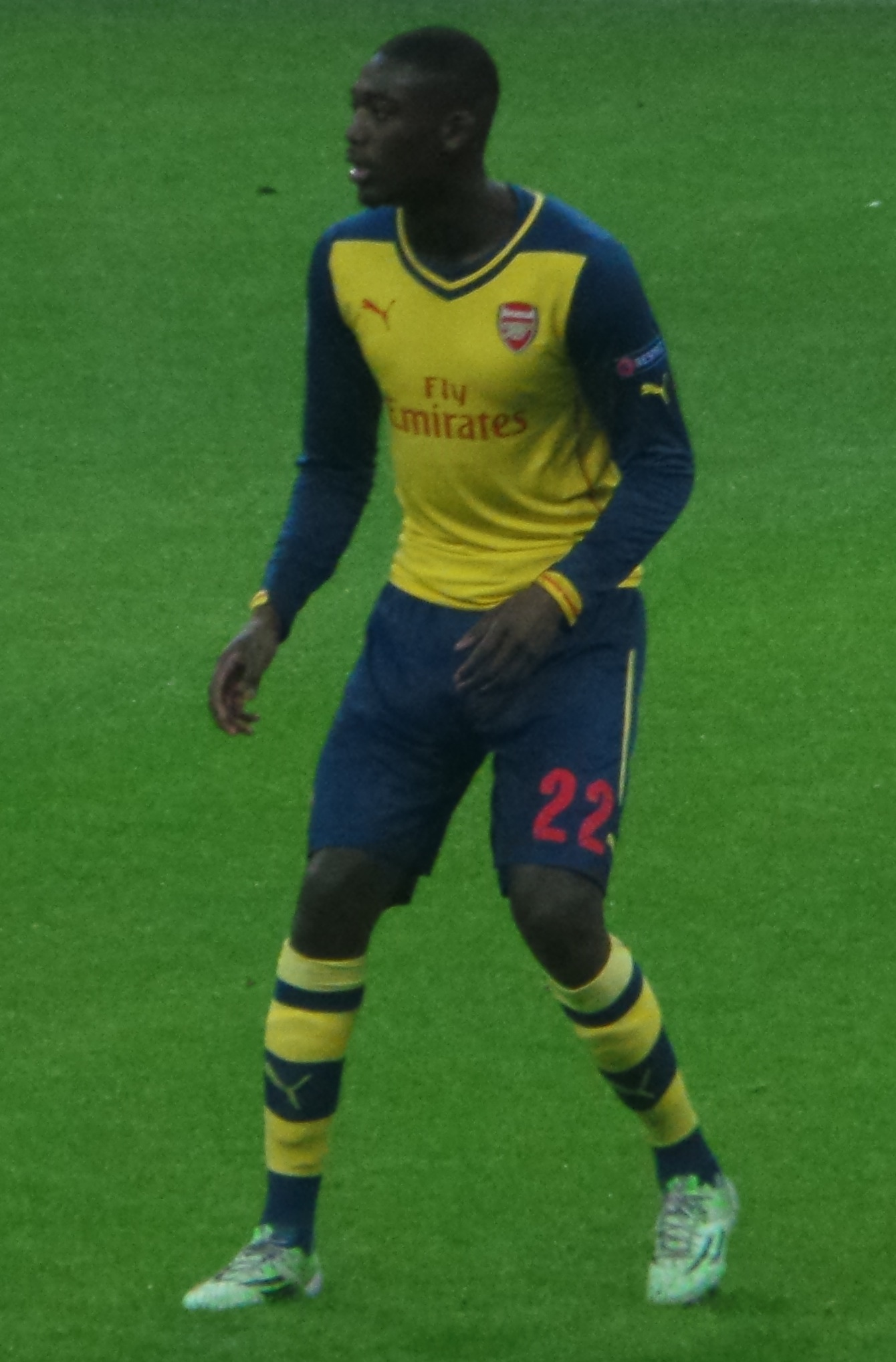
Sanogo em 2014.

Ao voltar, teve performances relativamente positivas, mas ainda sem marcar nenhum gol pelos Gunners, mas conseguiu comemorar o título da Copa da Inglaterra de 2013–14.
O jogador só viria a ter alguns bons momentos na época de 2014–15, onde já estreou dando uma assistência para Aaron Ramsey fazer o segundo gol em uma vitória por 3–0 contra o Manchester City na Supercopa da Inglaterra de 2014. Coincidentemente, esse gol aumentou ainda mais a chamada de "Maldição de Ramsey" que dizia que toda vez que o galês fazia um gol, um famoso vinha a óbito. Na ocasião, um dia depois do tento, Robin Williams foi dado como morto por asfixia devido a um enforcamento; segundo a polícia, ele teria se suicidado.
Nessa mesma temporada, Yaya viria fazer o seu único gol com a camisa do Arsenal. Na ocasião, estufou as redes do Borussia Dortmund na Liga dos Campeões. Todavia, outras lesões e performances mais positivas do centroavante Olivier Giroud levaram o clube a não insistir no atleta por mais meses. Assim, emprestaram-no ao Crystal Palace, outro time londrino.

### Empréstimos

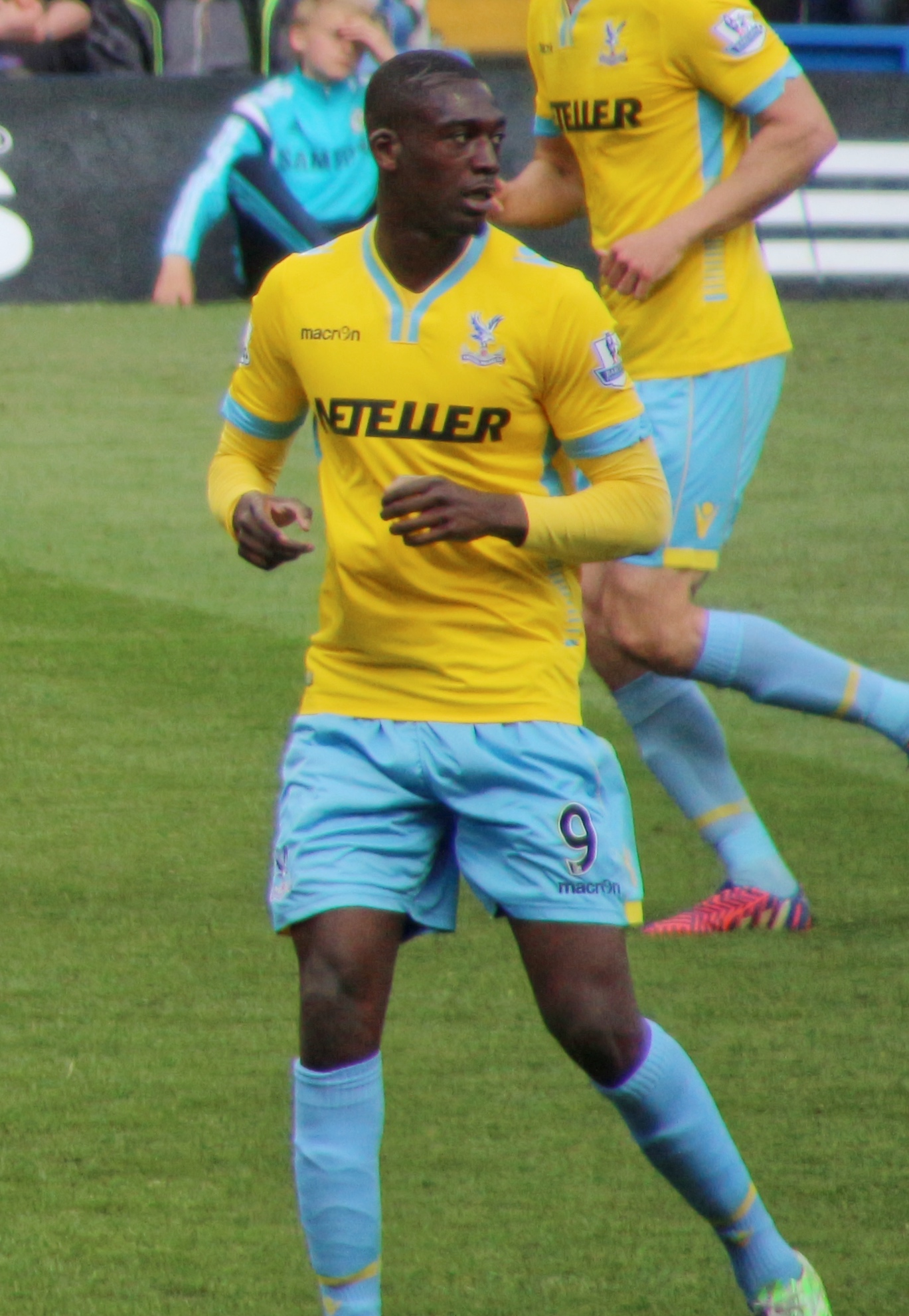
Yaya pelo Palace em 2015.

Após sua primeira metade na época com o Arsenal, o clube inglês decidiu emprestar o jogador pelos próximos anos de maneira consecutiva. Inicialmente, o jogador rumou ao Crystal Palace e por lá conseguiu fazer 10 partidas e somente um gol na Copa da Inglaterra.
Ao fim do curto empréstimo, o centroavante foi levado ao Ajax para assinar um empréstimo de uma temporada. Seu início na equipe neerlandesa foi positiva, pois o atleta conseguiu marcar um hat-trick em uma das suas partidas da pré-temporada, a partir disso foi apelidado de "Yaya Sanogoal" pela torcida.
Apesar do apoio inicial, o atacante novamente não conseguiu se firmar na equipe. Em apenas três jogos de Eredivisie, o jogador lesionou-se na virilha e deixou de participar da maior parte dos jogos do time na Liga. Posteriormente, saiu do time na virada do ano sem completar a época.

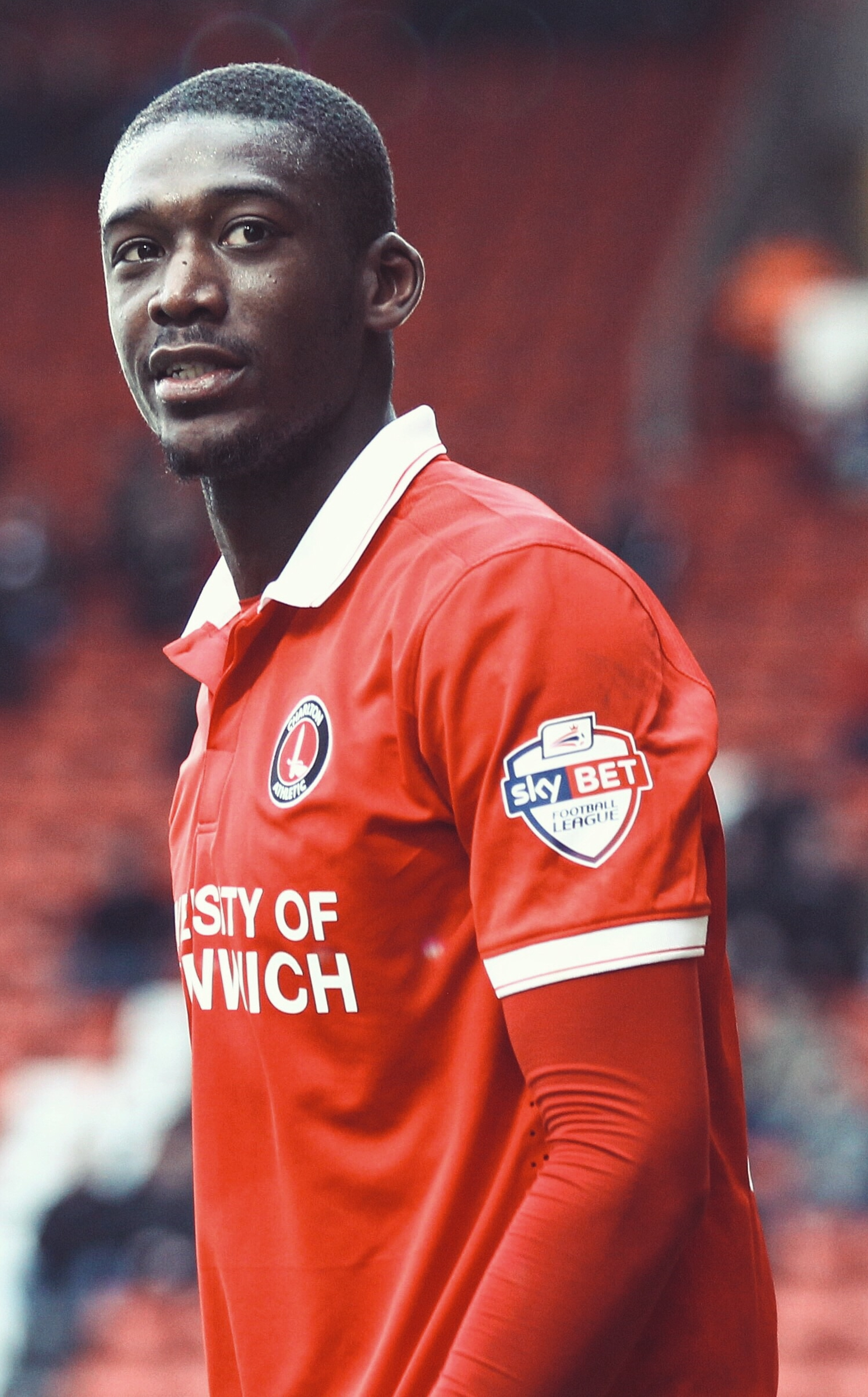
Sanogo pelo Charlton em 2016.

No primeiro dia de fevereiro de 2016, assinou um curto empréstimo com o Charlton Athletic Football Club. Na equipe, o jogador fizera apenas partidas da Segunda Divisão e tivera de conviver com algumas lesões e uma suspensão por cartão vermelho logo no início de sua passagem que culminaria no rebaixamento do time. Antes da suspensão, o jogador conseguiu fazer seus únicos três gols em oito jogos na mesma partida. Na ocasião, fez um hat-trick contra o Reading em uma derrota por 4–3.

### Toulouse
Em 7 de julho de 2017, assinou um contrato de três anos com o Toulouse. Ainda que tivesse de conviver com algumas lesões ao longo do seu período de retorno à França, o atacante conseguiu ter novos bons números na carreira, fazendo oito gols na sua primeira época com a camisa da nova equipe.
Ao todo, conseguiu chegar na marca de 16 tentos em 70 partidas, trazendo de volta a esperança do jogador de retornar ao futebol inglês. De acordo com o próprio, mesmo tendo sido observado por outros times, aceitou somente a proposta que o levara de volta à Inglaterra para buscar uma nova oportunidade na Liga depois de ter sido dispensado pela equipe francesa em 7 de julho de 2020.
Mesmo tendo tido melhores jogos, o jogador esteve ativamente na luta contra o rebaixamento em duas temporadas pela equipe. Já na sua estreia, viu o time ter de lutar pela permanência através dos play-offs, mas o insucesso ocorreu somente em sua última temporada, quando a equipe foi rebaixada na 20ª colocação. O time não vinha de bons resultados e, por conta da Pandemia de COVID-19 na França, o Campeonato foi encerrado na 28ª rodada.

### Huddersfield Town
Em 24 de fevereiro de 2021, assinou com o Huddersfield Town Association Football Club para disputa da Segunda Divisão da Inglaterra. O contrato era curto e só ia até o fim da edição de 2020–21. Após apenas nove jogos, sem gols marcados, deixou o clube com mais um rebaixamento na 20ª colocação.

### Uruartu
No dia 27 de janeiro de 2023, ele foi para Urartu, clube da liga armênia. Sanogo marcou duas vezes na sua estreia em 27 de maio, na derrota por 3-2 para o Alashkert.
Em 26 de janeiro de 2024, quase um ano após o anuncio de sua contratação, a equipe e o jogador terminam o seu vínculo de forma mútua.

### Qingdao Red Lions
Em 5 de março de 2024, Yaya vai à China assinar com o Qingdao Red Lions. Em sua temporada, conseguiu marcar seis gols em 20 partidas.

### Amazonas
No dia 25 de abril de 2025, Yaya assinou com o Amazonas para disputa da Série B do mesmo ano.

## Seleção Francesa
Yaya foi peça constante nas Seleções de Base da França. O jogador esteve presente nas categorias Sub-16, Sub-17 e Sub-19. Ele havia pulado a Sub-18 por conta de sua grande habilidade entre os atletas de sua geração e foi direcionado para atuar com jogadores mais experientes. Com o sub-17, após suspensão de Paul Pogba, o jogador chegou a capitanear os franceses na ausência da jovem promessa.
Com o Sub-19, disputou a Sendai Cup em 2010. Lá, disputou três partidas e destacou-se com um belo gol contra o Brasil. Futuramente, o tento foi considerado o Melhor do Torneio e Yaya definiu como o gol mais bonito de sua carreira.
Jogando pela Seleção, o jogador foi convocado à Copa do Mundo Sub-20 de 2013. Lá, fizera toda a campanha de titular e marcou quatro gols no torneio que o consagraria Campeão.

## Títulos
Arsenal
- Copa da Inglaterra: 2013–14
- Supercopa da Inglaterra: 2014

Urartu
- Campeonato Armênio: 2022–23
- Copa da Armênia: 2023–24

Seleção Francesa
- Mundial Sub-20: 2013